# Ritterella dispar
Ritterella dispar is een zakpijpensoort uit de familie van de Ritterellidae. De wetenschappelijke naam van de soort is voor het eerst geldig gepubliceerd in 1957 door Kott.